# Charro (sang)
"Charro" er en komposition af Billy Strange og Mac Davis og er indsunget af Elvis Presley. "Charro" er titelnummer til Elvis Presley-filmen Charro! fra 1969. (Filmens titel er med udråbstegn, sangens er uden). Sangen blev indspillet af Elvis i Samuel Goldwyn Studio i Hollywood i november 1968. 
"Charro" blev udgivet som B-side på en singleplade med "Memories" som A-side. Denne blev i øvrigt skrevet af de samme forfattere som "Charro" og blev indspillet den 27. juni 1968 hos NBC i Burbank, Californien.
"Charro" er endvidere på CD'en fra 18. juli 1995 Command Performances – The Essential 60's Masters, vol. 2, som er en samling af de bedre af Elvis' filmsange fra 1960'ernes mange spillefilm.
Underlægningsmusikken til filmen Charro! blev komponeret af Hugo Montenegro, hvis orkester også ledsagede Elvis på titelnummeret.

Hugo Montenegro havde et stort internationalt hit i 1966 med temaet fra Sergio Leones 'spaghettiwestern' The Good, the Bad and the Ugly med bl.a. Clint Eastwood.